# Freeform
Freeform ist ein Fernsehsender in den Vereinigten Staaten und gehört zu den Kabelsendern der Disney-ABC Television Group, einer Geschäftseinheit der Walt Disney Company.

## Geschichte des Senders
Der Sender ging am 29. April 1977 als Ableger von Pat Robertsons Christian Broadcasting Network (CBN) unter dem Namen CBN Satellite Service auf Sendung und änderte erstmals 1981 den Namen in CBN Cable Network. Um auf das – im Gegensatz zu anderen Kabelsendern – besonders familienfreundliche Programm hinzuweisen, wurde der Sender am 1. August 1988 in The CBN Family Channel umbenannt. Der kommerzielle Erfolg des Kabelsenders gefährdete mittlerweile den non-profit-Status und damit verbundene Privilegien des CBN, worauf ersterer 1990 unter dem neuen Namen The Family Channel verselbständigt wurde.
Das Mutterunternehmen International Family Entertainment wurde im Juli 1997 von Fox Kids Worldwide aufgekauft, deren Name daraufhin in Fox Family Worldwide geändert wurde. Um die Zugehörigkeit des Family Channel zum neuen Mutterunternehmen herauszustreichen, wurde dieser am 15. August 1998 in Fox Family Channel umbenannt.
Am 24. Oktober 2001 wurde Fox Family Worldwide von den beiden Eigentümern – News Corporation und Haim Saban – für rund 2,9 Milliarden US-Dollar an die Walt Disney Company verkauft und in ABC Family Worldwide umbenannt. Damit wurde auch beim Kabelsender am 10. November 2001 ein weiterer Namenswechsel, zu ABC Family, vollzogen.
Am 12. Januar 2016 wurde der Sender in Freeform umbenannt.

1998–2000
2000–2001
2001–2003
2003–2016
2016–2018
2018–2022
Logo seit dem 12. September 2022

## Serien
Freeform sendet als typischer Kabelsender vornehmlich Wiederholungen von Serien, die ursprünglich für ein anderes Network oder einen Kabelsender produziert wurden – sogenannte off-network reruns oder off-network syndication. Die Mehrheit machen dabei Comedyserien aus, typischerweise Familien-Sitcoms.
Seit 2005 bestellt Freeform (damals ABC Family) auch eine kleine Anzahl eigener Serien – sogenannte original series – die typischerweise in der „Sommerpause“ der Networks zwischen Mitte Mai bis Mitte September oder im Frühling zwischen Januar und März zur Erstausstrahlung kommen.
Untypisch für einen Disney-Kabelsender, wird das Programm zudem nachts (meist von 1 Uhr bis 7 Uhr ET) mit Infomercials gefüllt, wobei in diesem Sendeblock auch religiöse Programme zur Ausstrahlung kommen.

### Wiederholungen

#### Derzeitige Serien-Wiederholungen
- The 700 Club (seit 2001)
- Whose Line Is It Anyway? (seit 2002)
- Full House (seit 2003)
- Gilmore Girls (seit 2004)
- Sabrina – Total Verhext! (seit 2006)
- America’s Funniest Home Videos (seit 2007)
- Meine wilden Töchter (2007–2008; seit 2009)

#### Frühere Serien-Wiederholungen
- Digimon (1999–2006)
- Eine starke Familie (2001–2010)
- Eine himmlische Familie (2002–2008)
- Power Rangers (2002–2006)
- Alle unter einem Dach (2003–2008)
- Das Leben und Ich (2004–2007)
- Everwood (2006–2007)

## Filme
ABC Family strahlt auch eigene Fernsehfilme aus, die als ABC Family Original Movies beworben werden.
In dieser Liste steht der Tag der Erstausstrahlung in Klammern. Viele erfolgreiche Filme wurden auf DVD veröffentlicht, diese sind mit * gekennzeichnet.

### 2003
- The One (9. Februar 2003)
- The Second Chance – Wie du mir, so ich dir (This Time Around, 22. Juni 2003)
- Lucky 7 (20. Juli 2003)*
- See Jane Date (16. August 2003)*
- Beautiful Girl (19. Oktober 2003)
- Picking Up & Dropping Off (7. Dezember 2003)

### 2004
- I Want to Marry Ryan Banks (18. Januar 2004)
- Celeste in the City (7. März 2004)
- Brave New Girl (25. April 2004)*
- Love Rules (5. Juni 2004)
- Crimes Of Fashion (5. Juli 2004)
- Pop Rocks (10. September 2004)
- Searching for David's Heart (21. November 2004)
- Rentier Buddy rettet Weihnachten (13. Dezember 2004)*

### 2005
- She Gets What She Wants (Freche Biester!) (9. Januar 2005)*
- School of Life (19. Februar 2005)
- I Do, They Don't (20. März 2005)
- Kart Racer (3. April 2005)
- Everything You Want (17. April 2005)*
- Romy and Michele: In the Beginning (Romy und Michele: Hollywood, wir kommen!) (20. Mai 2005)
- Pizza My Heart (24. Juli 2005)
- Campus Confidential (Highschool News – Streng vertraulich!) (21. August 2005)
- Rent Control (9. September 2005)*
- Alchemy (7. Oktober 2005)
- Shadows in the Sun (13. November 2005)*
- Chasing Christmas (4. Dezember 2005)*
- Christmas in Boston (14. Dezember 2005)*

### 2006
- If Only (15. Januar 2006)*
- The Cutting Edge: Going for the Gold (7. Februar 2006)*
- Hello Sister, Goodbye Life (2. April 2006)
- The Karate Dog (29. Mai 2006)*
- Best Man, Worst Friend (Ein Trauzeuge zum Verlieben) (9. Juli 2006)*
- Fallen (Gefallene Engel) (2006)*
- Relative Chaos (4. September 2006)
- The Initiation of Sarah (Im Bann der dunklen Mächte) (22. Oktober 2006)*
- Santa Baby (10. Dezember 2006)*
- Christmas Do-Over (Dezember 2006)*

### 2007
- Love Wrecked (21. Januar 2007)*
- The Dukes of Hazzard: The Beginning (Ein Duke kommt selten allein – Wie alles begann) (4. März 2007)*
- Big Liar on Campus (16. September 2007)*
- Nature of the Beast (21. Oktober 2007)
- Christmas Caper (25. November 2007)*
- Weihnachten in Handschellen (Holiday in Handcuffs) (9. Dezember 2007)
- Die Schneekugel (15. Dezember 2007)*(DVD-Titel: Das Geheimnis der Schneekugel)

### 2008
- The Cutting Edge 3: Chasing the Dream (16. März 2008)*
- Princess (20. April 2008)*
- The Circuit (8. Juni 2008)*
- Picture This (Party Date – Per Handy zur großen Liebe) (13. Juli 2008)*
- Samurai Girl (September 2008)
- Wer ist hier der Weihnachtsmann? (14. Dezember 2008)*
- Christmas in Wonderland (Chaos unterm Weihnachtsbaum) (Dezember 2008)*

### 2009
- Au Pair 3: Adventure in Paradise (15. März 2009)*
- My Fake Fiance (19. April 2009)*
- Labor Pains ((K)ein bisschen schwanger) (19. Juli 2009)*
- The Dog Who Saved Christmas (29. November 2009)*
- Santa Baby 2: Christmas Maybe (13. Dezember 2009)*

### 2010
- The Cutting Edge: Fire & Ice (14. März 2010)*
- Beauty & the Briefcase (Businessplan zum Verlieben)  (18. April 2010)*
- Revenge of the Bridesmaids (Die Rache der Brautjungfern)  (18. Juli 2010)*
- The Dog Who Saved Christmas Vacation (28. November 2010)
- Christmas Cupid (13. Dezember 2010)

### 2011
- Girls Club 2 – Vorsicht bissig! (Mean Girls 2) (13. Januar 2011)*
- Mein Freund aus der Zukunft (My Future Boyfriend, 10. April 2011)*
- Internet-Mobbing (Cyberbully, 17. Juli 2011)*
- Teen Spirit (7. August 2011)*
- Desperately Seeking Santa (27. November 2011)[6]
- 12 Dates of Christmas (11. Dezember 2011)[6]

### 2012
- Home Alone: The Holiday Heist (22. November 2012)
- The Mistle-Tones (9. Dezember 2012)[7]

### 2013
- Für immer jung (Lovestruck: The Musical) (21. April 2013)
- Christmas Bounty (26. November 2013)*
- Der Traum vom Glück (Holidaze) (28. November 2013)